# شركة برابهات فلم
شركة برابهات للأفلام المعروفة باسم برابهات فيلم كانت شركة إنتاج واستوديوهات أفلام هندية تأسست عام 1929 في كولهابور، ولاية ماهاراشترا في الهند في نهاية عصر الأفلام الصامتة، من قبل المخرج السينمائي الشهير في. شانتارام (Shantaram Rajaram Vankudre) وأصدقائه فيشنوبانت جوفيند دامل، Dhaiber و S. Fatelal و S.V. Kulkarni. انتقلت الشركة إلى بوني في عام 1933، حيث أنشأت الاستوديو الخاص بها وأنتجت ما مجموعه 45 فيلما في كل من السينيما الماراثية والهندية على مدى 27 عامًا.